# Медуза (стадія розвитку)

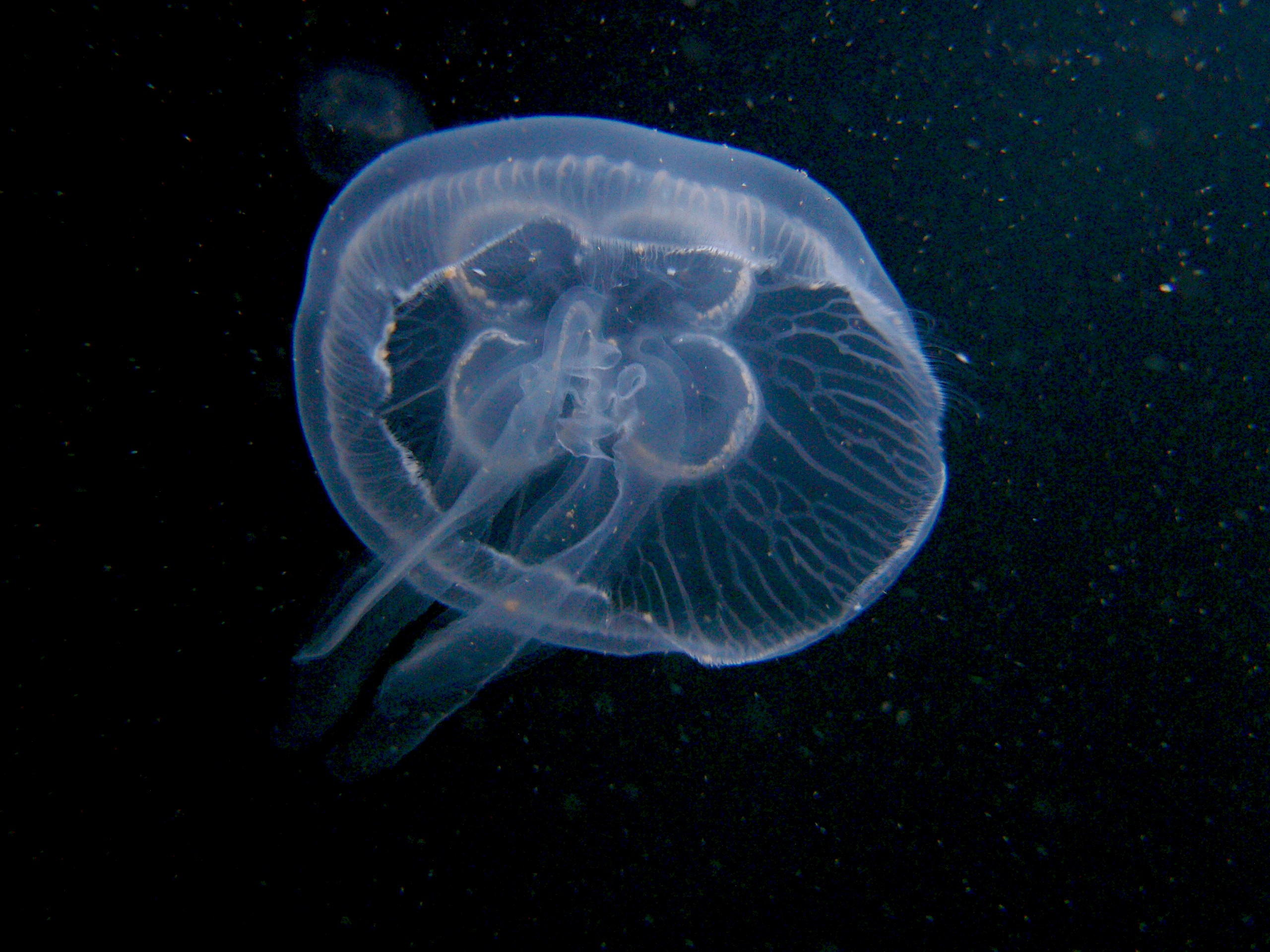
Медуза

Медуза (грец. μέδουσα) — назва вільно плаваючої стадії в життєвому циклі тварин типу Кнідарії. Всередині цього типу стадія медузи існує в класах Сцифоїдні (Scyphozoa), Гідроїдні (Hydrozoa) (за винятком деяких, переважно прісноводних, видів, у яких вона вторинно редукована) та в класі Кубомедузи (Cubozoa). В життєвому циклі класу Anthozoa, що об'єднує актиній та коралові поліпи, стадія медузи повністю відсутня.

## Будова
Тіло медуз має радіальну симетрію, кількість усіх органів і частин організму завжди кратна чотирьом. Колір тіла дуже різниться в залежності від виду: серед медуз є майже прозорі та безкольорові види, а є яскраві — однотонно забарвлені або візерунчасті. Глибоководним видам медуз (раткея, екворея, пелагія) притаманна біолюмінесценція.
Тіло медуз утворено двома шарами тканин: зовнішнім — ектодермою, та внутрішнім — ентодермою. У медуз надзвичайно розвинена сполучна тканина — мезоглея. Вона прозора і на 98 % складається з води, тому тіло цих тварин виглядає напівпрозорим. М'яке та насичене вологою тіло медуз зовсім не захищене від механічних ушкоджень і висихання, тому викинуті хвилями на берег медузи швидко висихають і гинуть.
Тіло медуз має форму парасольки або диска. На нижньому боці розташований рот, який водночас виконує функцію двигуна. Медуза набирає воду у рот, а потім скороченням парасольки виштовхує її назовні. Таким чином створюється реактивний струмінь, який штовхає медузу уперед. Навколо рота та по краях диска розташовані щупальця, озброєні кнідоцитами. Будова і зовнішній вигляд щупалець дуже відрізняються у різних видів. У одних медуз вони довгі і тоненькі, у інших короткі та хвилясті, наче гофровані.
Нервова система надзвичайно примітивна. Функції мозку виконує нервовий ганглій, проте у медуз непогано розвинені органи рівноваги (статоцисти), що пов'язане з рухливим способом життя. Статоцист має вигляд видозміненого щупальця, на кінці якого розташована кулька з камінцем-статолітом. Під час руху статоліт вільно переміщується всередині кульки і торкається чутливих волосків, які передають сигнал про положення тіла до мозкового ганглію.